# San José El Idolo
San José El Idolo – miejscowość na południowym zachodzie Gwatemali, w departamencie Suchitepéquez. Według danych statystycznych z 2002 roku liczba mieszkańców wynosiła 2 822 osób. 
San José El Idolo leży około 21 km na południowy wschód od stolicy departamentu – miasta Mazatenango.  Miejscowość leży na wysokości 169 metrów nad poziomem morza, u podnóża gór Sierra Madre de Chiapas, w odległości około 45 km od brzegu Pacyfiku.

## Gmina San José El Idolo
Miejscowość jest także siedzibą władz gminy o tej samej nazwie, która jest jedną z dwudziestu gmin w departamencie. W 2013 roku gmina liczyła 9449 mieszkańców. Gmina jak na warunki Gwatemali jest mała, a jej powierzchnia obejmuje 88 km². Mieszkańcy gminy utrzymują się głównie z uprawy roli, hodowli zwierząt i rzemiosła. W rolnictwie dominuje uprawa trzciny cukrowej, kukurydzy, jukki oraz krzewów kakaowca, mango i pomarańczy. Ponadto mieszkańcy trudnią się pozyskiwaniem kauczuku naturalnego.
Klimat gminy jest równikowy, według klasyfikacji Köppena, należy do klimatów tropikalnych monsunowych, z wyraźną porą deszczową występującą od maja do października.